# Baryscapus servadeii
Baryscapus servadeii é uma espécie de insetos himenópteros, mais especificamente de vespas pertencente à família Eulophidae.
A autoridade científica da espécie é Domenichini, tendo sido descrita no ano de 1965.
Trata-se de uma espécie presente no território português.